# 衣笠映画聯盟
衣笠映画聯盟（きぬがさえいがれんめい、新字体表記：衣笠映画連盟）は、かつて存在した日本の映画制作プロダクションである。1926年（大正15年）に衣笠貞之助監督が松竹下加茂撮影所内に設立し、松竹キネマの配給で時代劇映画を製作した。ここから林長二郎（後の長谷川一夫）が映画デビューし、また円谷英二が在籍していた。1928年（昭和3年）に衣笠が渡欧したことで聯盟は解消した。

## 略歴
1926年（大正15年）、衣笠貞之助は小説家の横光利一や川端康成らとともに新感覚派映画聯盟を設立し、『狂つた一頁』を製作することになった。同年4月に報知新聞に「新感覚派映画聯盟生まる」の記事が掲載されたが、この記事を見た松竹キネマの白井信太郎から犬塚稔を通じて、たまたま空いていた下加茂撮影所を使ってみないかとの申し出があり、衣笠とスタッフは同撮影所で『狂つた一頁』を撮影した。同作のスタッフには撮影技師の杉山公平、彼の撮影助手の円谷英一（後の円谷英二）、監督助手の小石栄一などがいた。
同年6月に『狂つた一頁』が完成し、衣笠は上京して上映館確保のために奔走したが、なかなか上映先を見つけることはできなかった。その間スタッフは京都の合宿で食いつなぎして、衣笠からの吉報を待つという状況が続き、無一文では次の映画製作にかかれない状況となっていた。そこへ松竹の大谷竹次郎社長から毎月2本時代劇映画を作るという話が持ち込まれた。この頃の松竹は現代劇は人気があったが、時代劇は一向にパッとせず、そこで時代劇製作に注力しようとしていた。衣笠はスタッフを率いて松竹と契約を結び、衣笠映画聯盟を発足した。初めは蒲田撮影所で製作するという話だったが、30数人のスタッフを京都から呼び寄せなくてはならないため、下加茂撮影所で製作することになった。
衣笠映画聯盟の第1作は『照る日くもる日』（1926年）で、次いで『麒麟児』（1926年）などを松竹から受注製作するが、観客を呼べる時代劇スターが不在のままだった。そこで翌1927年（昭和2年）に松竹本社から新人俳優の林長丸を預かり、林長二郎と改名して『稚児の剣法』でデビューした。松竹の大規模な宣伝もあり、林は多数の女性ファンを獲得するほどの人気スターとなった。この頃、新たに脚本部に三村伸太郎、冬島泰三、監督部に小石栄一、山崎藤江、俳優部に千早晶子、浦波須磨子が加わった。
しかし、衣笠映画聯盟は松竹と大ざっぱな契約を結んだこともあり、毎月赤字が続き、製作費はつねに予算額を超えてしまい、松竹への立替金が嵩むばかりだった。そこで意欲的な時代劇の『十字路』（1928年）を製作した。1928年（昭和3年）6月、衣笠は同作のフィルムを携えて渡欧し、衣笠映画聯盟は解消となった。

## フィルモグラフィ
全作製作。特筆以外の全作監督は衣笠貞之助、特筆以外の配給は松竹キネマである。
1926年
- 『照る日くもる日 第一篇』 : 原作大佛次郎、脚本犬塚稔、主演関操
- 『麒麟児』 : 原作・脚本鈴鹿三重吉、主演関操
- 『照る日くもる日 第二篇』 : 原作大佛次郎、脚本犬塚稔、主演秋田謙太郎

1927年
- 『稲妻双紙』 : 原作・脚本犬塚稔、主演阿坂草之助
- 『光明の道』 : 監督後藤秋声、原作・脚本木村普門、主演相馬一平
- 『稚児の剣法』 : 監督・原作・脚本犬塚稔、主演林長二郎
- 『お嬢吉三』 : 原作食満南北、脚本冬島泰三、主演林長二郎
- 『鼠』 : 監督後藤秋声、原作・脚本後藤純爾、主演相馬一平
- 『乱軍』 : 監督・原作・脚本犬塚稔、主演林長二郎
- 『鬼あざみ』 : 原作フレッド・ニブロ、脚本冬島泰三、主演林長二郎
- 『勤王時代』 : 原作松本憲逸、脚本冬島泰三、主演林長二郎
- 『板割浅太郎』 : 監督・原作・脚本犬塚稔、主演林長二郎
- 『女夫星』 : 原作・脚本冬島泰三、主演林長二郎
- 『御用船』 : 原作・脚本冬島泰三、主演林長二郎
- 『火食鳥』 : 原作・脚本冬島泰三、主演三村伸一郎
- 『破れ編笠』 : 監督犬塚稔、原作・脚本大須賀満、主演林長二郎
- 『暁の勇士』 : 脚本冬島泰三、主演林長二郎
- 『道中双六駕籠』 : 原作・脚本三村伸太郎、主演風間宗六
- 『紅涙』 : 監督・原作・脚本山崎藤江、主演林長二郎
- 『蝙蝠草紙』 : 監督山崎藤江、原作・脚本三村伸太郎、主演関操
- 『月下の狂刃』 : 原作・脚本赤羽恵一郎、主演林長二郎
- 『天保悲剣録』 : 監督山崎藤江、原作・脚本星哲郎、主演林長二郎

1928年
- 『弁天小僧』 : 原作・脚本赤羽恵一郎、主演林長二郎
- 『京洛秘帖』 : 原作・脚本赤羽恵一郎、主演林長二郎
- 『海国記』 : 原作大森痴雪、脚本三村伸太郎、主演関操
- 『道中双六船』 : 原作・脚本冬島泰三、主演小沢茗一郎
- 『風雲城史』 : 監督山崎藤江、原作・脚本星哲郎、主演小沢茗一郎
- 『長恨夜叉』 : 原作・脚本藤原忠、主演林長二郎
- 『篝火』 : 監督・脚本星哲郎、原作松本憲逸、主演林長二郎
- 『白井権八』 : 監督山崎藤江、原作・脚本古野栄作、主演林長二郎
- 『若衆髷』 : 監督・原作・脚本星哲六、主演阪東寿之助
- 『大瀬半五郎』 : 監督星哲郎、原作・脚本藤原忠、主演林長二郎
- 『十字路』 : 監督・脚本衣笠貞之助、主演阪東寿之助

## その他
- フクロウをシンボルマークとし、大・小道具の係は皆、フクロウを描いた半纏を着、銀紙を貼った照明板の裏にもフクロウの絵がついていた。このフクロウの絵は、少人数だった衣笠映画聯盟が夜間撮影の連続だったことにちなんでいる[8]。